# 王民順
王民順（1539年—1624年），字道服，號如水，江西撫州府金谿縣人，軍籍，明朝政治人物。

## 生平
隆慶四年（1570年）庚午科江西鄉試第二十一名舉人。隆慶五年（1571年）中式辛未科會試第一百六十二名，三甲第一百一十六名進士。吏部觀政，授广宁知县，次年调任新兴县，萬曆三年（1575年）七月考选试御史，四年八月实授湖广道監察御史，五年二月差巡按苏松，六年二月升山东佥事，七年丁憂歸。十一年正月复除广东南韶道佥事，十三年十一月升本省右参议，分守雷廉，兼管珠池，十五年四月升本省惠潮兵备副使，十七年六月升福建布政司右参政，管粮储，十九年丁憂，二十三年五月起补广东高肇道右参政，二十六年五月升本省按察使，二十七年升陕西右布政使，三十一年升左布政使，因病告归。

## 家族
曾祖王斯立，遇例冠帶；祖父王克完，九品散官；父王勑，母吳氏。具庆下。